# Хамзин, Рим Анварович
Рим Анварович Хамзин (9 июля 1952, с. Большая Устюба, Буздякский район, Башкирская АССР) — советский и российский партийный и государственный деятель.

## Биография
Родился 9 июля 1952 года в с. Большая Устюба Буздякского района Башкирской АССР.
Трудовой путь начал слесарем-монтажником.
Окончил Башкирский сельскохозяйственный институт. Был избран секретарём исполкома Туймазинского райсовета.
В 1979—1986 годах — секретарь парткома колхоза им. В. И. Ленина, инструктор орготдела Туймазинского горкома КПСС, председатель колхоза им. 1 мая.
С 1986 года — председатель исполкома Туймазинского райсовета.
С 1988 года — первый секретарь Туймазинского горкома КПСС.
С 1990 года — председатель исполкома Туймазинского райсовета.
С 1992 года — глава Администрации Туймазинского района.
С июня 1999 года по 2004 год — глава Администрации г. Туймазы и Туймазинского района.
Народный депутат РСФСР (1990—1993), член Комитета Верховного Совета России по вопросам экологии и рациональному использованию природных ресурсов, член Мандатной комиссии, фракции «Суверенитет и равенство».
Депутат Палаты Представителей Государственного собрания — Курултая Республики Башкортостан 1—2 созывов. Член Комитета Палаты Представителей по бюджету.

## Награды
- Заслуженный работник сельского хозяйства Российской Федерации
- Почётный работник общего образования Российской Федерации
- Отличник образования Республики Башкортостан